# Lomita
Lomita – miasto w Stanach Zjednoczonych, w stanie Kalifornia, w hrabstwie Los Angeles. W 2010 zamieszkiwało je 20 256 osób. Miasto leży na wysokości 29 metrów n.p.m. i zajmuje powierzchnię 4,949 km².
Prawa miejskie uzyskało 30 grudnia 1960.